# Mother North

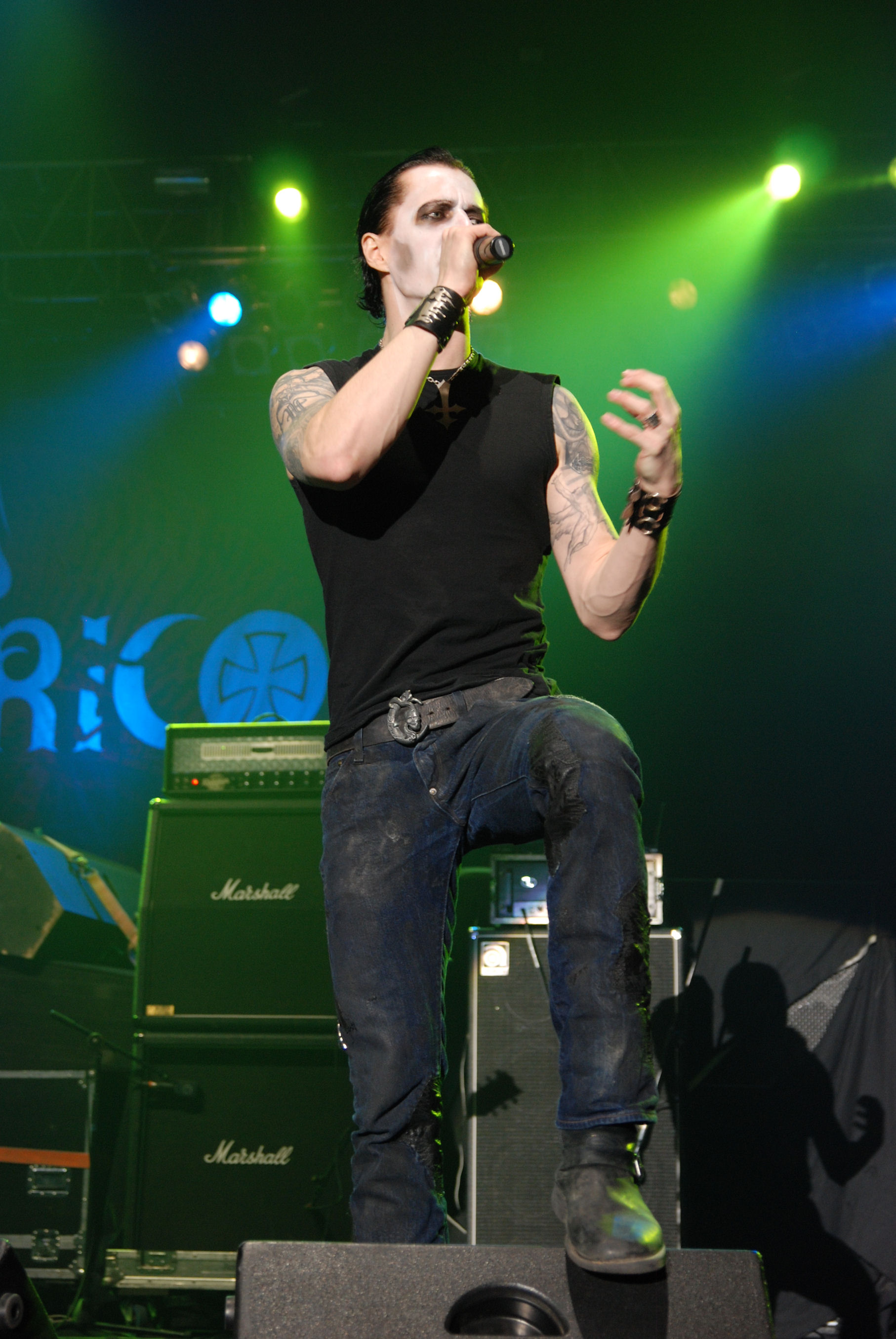
Sigurd "Satyr" Wongraven podczas koncertu na festiwalu Metalmania 8 marca 2008 w Katowicach, podczas którego wraz z zespołem Satyricon wykonał m.in. utwór "Mother North"

Mother North – utwór norweskiej grupy blackmetalowej Satyricon zaliczany do kanonu gatunku, powszechnie określany również jako "hymn black metalu". Kompozycja ukazała się w 1996 roku na kasecie VHS o tym samym tytule, poprzedzając wydany 22 kwietnia tego samego roku trzeci album Nemesis Divina, na którym również utwór został opublikowany (album został wydany nakładem Moonfog Productions i Century Media Records). Od 1996 roku kompozycja na stałe weszła do repertuaru koncertowego zespołu. Ponadto fragmenty kompozycji w wykonaniu na żywo ukazały się na płycie DVD Roadkill Extravaganza wydanej w 2001 roku, dokumentującej m.in. trasę koncertową zespołu z grupą Pantera.
Do utworu został zrealizowany teledysk wyreżyserowany przez kompozytora i autora tekstu Sigurda "Satyra" Wongravena. Nagrania odbyły się w marcu 1996 roku w Hekseskogen, Trosskogen oraz Greåker Fort. W obrazie wystąpili lider zespołu Satyricon Sigurd "Satyr" Wongraven, perkusista Kjetil "Frost" Haraldstad, gitarzysta Ted "Kveldulv" Skjellum oraz Monica Bråten. Teledysk powstał w dwóch wersjach: ocenzurowanej (telewizyjnej) oraz oryginalnej. 
Kompozycja została zarejestrowana na przełomie stycznia i lutego 1996 roku w Waterfall Studios we współpracy z inżynierami dźwięku Odd H. Jensenem i Kai Robřlem, którzy poddali ją również miksowaniu. Producentem nagrania był Sigurd "Satyr" Wongraven. Proces masterowania odbył się w studiu Bel Productions. 
W 2006 roku utwór Mother North został ponownie zarejestrowany podczas koncertu grupy Satyricon w Oslo z towarzyszeniem orkiestr symfonicznych Norwegian Broadcasting Orchestra i Oslo Philharmonic Orchestra. Utwór ukazał się w 2008 roku na minialbumie pt. My Skin Is Cold w limitowanym nakładzie 400 egzemplarzy.

## Twórcy
- Sigurd "Satyr" Wongraven – gitara, gitara basowa, instrumenty klawiszowe, śpiew, muzyka, tekst, produkcja, inżynieria dźwięku
- Kjetil-Vidar "Frost" Haraldstad – perkusja
- Ted "Kveldulv" Skjellum[7] – gitara
- Kai Robřle – miksowanie, inżynieria dźwięku
- Odd H. Jensen – miksowanie, inżynieria dźwięku

## Dyskografia
- 1996 Mother North (VHS)
- 1996 Nemesis Divina (CD)
- 2001 Roadkill Extravaganza (VHS/DVD)
- 2008 My Skin Is Cold (EP)

## Wykonania na żywo
Utwór wykonany podczas koncertów w Polsce.
- 26 października 2002, Katowice, Spodek, Mystic Festival[8]
- 10 października 2006, Wrocław, klub W-Z[9]
- 11 października 2006, Warszawa, klub Proxima[9]
- 8 marca 2008, Katowice, Spodek, Metalmania[10]